# Castilleja pumila
Castilleja pumila là loài thực vật có hoa thuộc họ Cỏ chổi. Loài này được (Benth.) Wedd. mô tả khoa học đầu tiên năm 1856.

## Hình ảnh

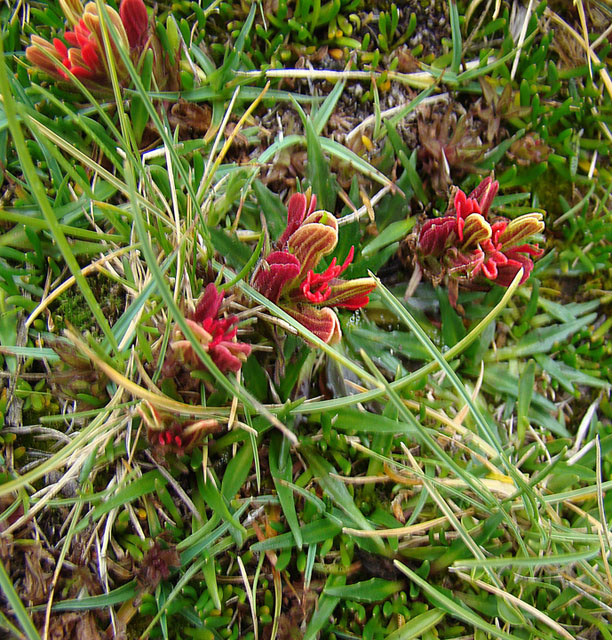